# Este Rei que eu Escolhi
Este Rei que eu Escolhi é uma obra infanto-juvenil de Alice Vieira publicada em 1983.
Esta obra recebeu o Prémio Calouste Gulbenkian de Literatura Infantil em 1983.

## Enredo
A história consiste numa viagem do tempo realizada por 3 irmãos adolescentes, Vaso o Mestre de Avis está prestes a receber a coroa real. 